# 번뇌장과 소지장
번뇌장(煩惱障) · 소지장(所知障)의 2장(二障, 산스크리트어: āvaraṇa-dvaya, dvidhā-dauṣṭhulya, 티베트어: sgrib pa gnyis, 영어: two hindrances, two obstructions, two impediments)은 다음의 분류, 그룹 또는 체계의 한 요소이다.

2장(二障)은 번역하여 두 가지 장애라고도 한다.
- 번뇌장 · 소지장의 2장(二障)은  유식유가행파를 비롯한 대승불교에서 사용하고 있는 여러 번뇌 분류법 가운데 하나이다.
- 부파불교에서의 염오무지 · 불염오무지 분류가 있다. 여기에서 염오무지는 번뇌장에 해당한다. 그리고 불염오무지는 소지장에 해당한다.
- 대승불교의 천태종의 번뇌론에서, 계내혹(界內惑) · 계외혹(界外惑)  분류가 있다. 이 가운데 계내혹이 번뇌장에 해당한다. 그리고 계외혹이 소지장에 해당한다.  한편 천태종의 번뇌론에 견사혹(見思惑) · 진사혹(塵沙惑) · 무명혹(無明惑)의 3혹의 분류가 있다. 여기에서 견사혹이 계내혹이다. 그리고 이것이 번뇌장에 해당한다. 그리고 진사혹과 무명혹이 계외혹이다. 이것이 소지장에 해당한다.

대승불교의 유식유가행파의 정의에 따르면,
번뇌장(煩惱障)은 아집(我執)으로 인해 생겨나는 번뇌다.
그래서 열반(涅槃)의 증득을 장애하는 번뇌이다.
달리 말하면, 번뇌장은 번뇌로부터의 해탈을 장애하는 번뇌이다.

한편 소지장(所知障)은 법집(法執)으로 인해 생겨나는 번뇌다.
그래서 보리(菩提)의 발현을 장애하는 번뇌이다.
그리고 소지장은 완전한 깨달음의 증득을 장애하는 번뇌이다.

부파불교와 대승불교의 교학에 따르면, 모든 번뇌에는 2가지 측면이 들어있다.
즉, 열반을 장애하는 측면과 지혜 즉 보리를 장애하는 측면이 있다.
이에 따라 부파불교에서는 열반을 장애하는 측면을 번뇌장(煩惱障) · 혹장(惑障) 또는 염오무지(染汚無知)라고 부른다.
대승불교에서도 이를 번뇌장 또는 혹장이라고 부른다.

그리고 지혜 즉 보리를 장애하는 측면을 부파불교에서는 불염오무지(不染汚無知)라고 부른다.
그리고 대승불교에서는 소지장(所知障) · 지장(知障) · 지장(智礙) · 지애(智礙) 또는 보리장(菩提障)이라고 부른다.

부파불교와 대승불교 모두에 번뇌의 이 2가지 측면에 대한 교의가 있다.
그러나, 대승불교에서는 특히 소지장에 대한 교학을 더욱 발전시켜 주요 교의로 삼고 있다.
또한 소지장에 대한 교학은 법집(法執) · 2공(二空) 또는 3공(三空)의 교학과 불가분리(不可分離)의 관계에 있는 것이다.
따라서 부파불교과 대승불교를 구별짓는 특징적인 교학들 가운데 하나이기도 하다.
번뇌장과 소지장에는 모두 후천적으로 생겨나는 분별기와 선천적으로 타고나는 구생기가 있다.
번뇌에 대한 이 구분들은 견도 · 수도 · 무학도의 3도와 52위의 보살 수행계위 등의 수행론과 밀접히 관련되어 있다.

## 개요
불교 용어로서의 2장(二障)에는 여러 가지가 있다.
그 중의 하나가 번뇌장(煩惱障) · 소지장(所知障)이다.

번뇌장 · 소지장의 2장(二障)은 모든 번뇌를 분류하는 여러 방법 가운데 하나다.
대승불교의 유식유가행파와 법상종의 교학에서 사용하는 복수의 번뇌 분류법 가운데 하나이다.
유식유가행파의 교학에서 사용하는 다른 번뇌 분류법으로는 구생기 · 분별기 분류, 견혹 · 수혹 분류, 근본번뇌 · 수번뇌 분류 등이 있다.

간단히 말하면, 유식유가행파에서는 열반(해탈)과 보리(완전한 깨달음)를 구분한다.
그런데 번뇌장(煩惱障)은 열반(해탈)을 장애하는 번뇌이다. 
그리고 소지장(所知障)은 알아야 할 바[所知]에 대한 앎을 장애하는 번뇌이다.
즉 보리(완전한 깨달음)를 장애하는 번뇌이다.
소지장은 무분별지가 발현하는 것을 장애한다.
이런 뜻에서 지장(智障) 또는 보리장(菩提障)이라고도 한다.

번뇌장 · 소지장의 2장(二障)은 유식유가행파의 교학뿐만 아니라 대승불교의 번뇌론 전반에서 널리 쓰이는 분류법이다.
예를 들어 원효는 《이장의(二障義)》에서 번뇌장 · 소지장을 특히 다루고 있다.
그리고 《능엄경의해(楞嚴經義海)》와 선종의 문헌인 《종경록(宗鏡錄)》에서도 번뇌장 · 소지장을 해설하고 있다.

## 번뇌장
번뇌장(煩惱障) · 소지장(所知障)을 간략히 말하면 다음과 같다.
번뇌장은 열반을 장애하는 번뇌이다.
달리 말하면, 번뇌장은 번뇌로부터의 해탈을 장애하는 번뇌이다.
그리고 소지장은 보리를 장애하는 번뇌이다.
즉, 완전한 깨달음 또는 완전한 앎을 장애하는 번뇌이다.

번뇌장(煩惱障, 산스크리트어: kleśâvaraṇa, 티베트어: nyon mongs pa'i sgrib pa, 영어: afflictive hindrances,
obstacle of affliction)은 혹장(惑障)이라고도 한다.
번뇌장(煩惱障)을 보다 엄밀하게 정의하면, 아집(我執) 즉 인아견(人我見)으로 인해 생겨나는 번뇌를 말한다.
번뇌장에는 근본번뇌와 근본번뇌를 따라 일어나는[隨起] 수번뇌가 모두 포함된다.
이 근본번뇌와 수번뇌는 업을 일으킨다.
그리고 3계6도의 윤회를 반복하게 한다.
그리고 유정의 몸과 마음을 괴롭혀서 열반을 증득하는 것을 장애하는 번뇌들이다.
때문에 번뇌장이라고 한다.
유식유가행파의 번뇌론에 따르면 근본번뇌로는 6근본번뇌가 있다.
탐(貪) · 진(瞋) · 만(慢) · 무명(無明) · 악견(惡見) · 의(疑)가 그것이다.
그리고 이들 근본번뇌를 따라 일어나는[隨起] 수번뇌가 있다.
여기에는 다음 20가지가 나열된다.
즉, 분(忿) · 한(恨) · 뇌(惱) · 부(覆) · 광(誑) · 첨(諂) · 교(憍) · 해(害) · 질(嫉) · 간(慳) · 무참(無慚) · 무괴(無愧) · 불신(不信) · 해태(懈怠) · 방일(放逸) · 혼침(惛沈) · 도거(掉擧) · 실념(失念) · 부정지(不正知) · 산란(散亂)의 20가지가 수번뇌에 해당한다.
따라서 번뇌장은 6근본번뇌와 20수번뇌를 합한 이들 26가지의 번뇌들을 말한다.

또한, 유식유가행파에서는 6근본번뇌를 3계 5부로 더욱 세분한다.
그 결과 총 128가지의 근본번뇌가 있게 된다.
그래서 이것을 128근본번뇌 또는 128혹이라고 한다.
이 가운데 견도에서 끊어지는 번뇌인 견혹이 112가지이다.
112가지 견혹을 112근본번뇌 또는 112혹이라고 한다.

그리고 수도에서 끊어지는 번뇌인 수혹이 16가지이다.
16가지 수혹을 16근본번뇌 또는 16혹이라고 한다.

수번뇌는 근본번뇌를 따라 일어나는 번뇌이다.
따라서, 근본번뇌가 끊어지면 수번뇌도 따라 끊어진다.
때문에 3계 5부로 세분하지 않는다.
따라서, 번뇌장은 128근본번뇌와 20수번뇌를 말한다.
근본번뇌가 끊어지면 수번뇌도 따라 끊어진다는 측면에서 말한다면, 번뇌장은 단순히 128근본번뇌를 말한다고 할 수 있다.
그리고 3계 5부로 세분하기 전의 입장에서 말한다면 번뇌장은 6근본번뇌를 말한다고 할 수 있다.
《성유식론》 제9권에서는 번뇌장(煩惱障)을 다음과 같이 정의하고 있다.
이는 위에 설명된 의미를 담고 있는 정의이다.
 煩惱障者。謂執遍計所執實我薩迦耶見而為上首百二十八根本煩惱。及彼等流諸隨煩惱。此皆擾惱有情身心能障涅槃名煩惱障。

 
번뇌장(煩惱障)이란 변계소집(遍計所執)하여 세운 실아(實我)에 집착하는 즉 들러붙어서 떠나지 못하는 아견[薩迦耶見, 살가야견]을 첫째가는 번뇌[上首]로 하는 128근본번뇌(百二十八根本煩惱)와 그것의 등류인 모든 수번뇌(隨煩惱)를 말한다. 이 번뇌들이 모두 유정의 몸과 마음을 요뇌(擾惱: 적정하고 평정하지 못하게 함)하게 하여서 능히 열반(涅槃)을 장애하므로 번뇌장(煩惱障)이라고 이름한다.
 — 《성유식론》 제9권. 한문본 & 한글본
위의 정의에 따르면, 번뇌장(煩惱障)이라는 낱말에서 번뇌(煩惱)는 요뇌(擾惱), 요란(擾亂), 요뇌신심(擾惱心身) 또는 요란신심(擾亂身心),를 뜻한다.
즉 번뇌(煩惱)는 몸과 마음을 시끄럽게 하고 요동하게 하는 것이다.
즉 번뇌(煩惱)는 몸과 마음이 적정(寂靜)과 평정(平靜)의 상태에 있지 못하게 하는 마음작용이다.
그 결과 열반의 증득을 장애하는 마음작용이다.

실천적인 관점에서 52위의 보살 수행계위와 대비해볼 수 있다.
그런 경우, 번뇌장(煩惱障)의 현행은 보살 10지 가운데 제7지의 출심(出心)에서 비로소 복진(伏盡: 완전히 굴복시킴)된다.
그리고 번뇌장의 종자는 제10지 보살이 금강삼매(金剛三昧)에 들면서 완전히 끊어진다.
즉 제8지 이상의 수행자는 모두 현행하는 번뇌장이 없는 수행자들이다.
그래서 전통적인 용어로 제8지 이상의 지위의 상태를 무공용(無功用)의 상태라고 한다.

소지장(所知障)이 완전히 끊어진 상태는 부처의 상태, 즉 여래지(如來地)의 상태이다.

아뢰야식과 관련된 유식유가행파의 교의에 뢰야3위(賴耶三位)가 있다.
이는 아애집장현행위 · 선악업과위 · 상속집지위를 말한다.
여기에서, 번뇌장의 현행이 복진(伏盡: 완전히 굴복시킴)된 상태는 제2위인 선악업과위에 해당한다.
그리고 소지장이 완전히 끊어진 상태는 제3위인 상속집지위에 해당한다. 상속집지위는 곧 여래지이다.
제1위인 아애집장현행위는 3계 가운데 욕계로 계속하여 윤회해야만 하는 상태이다.
따라서 번뇌장의 현행을 복진(伏盡: 완전히 굴복시킴)했다는 것은 욕계의 모든 번뇌를 완전히 극복했다는 의미이다.

## 소지장
모든 번뇌에는 번뇌장의 측면과 소지장의 측면이 함께 존재한다.
이는 부파불교와 대승불교의 번뇌론의 공통된 견해다.
즉 모든 번뇌에는 열반을 장애하는 측면과 지혜를 장애하는 측면이 함께 존재한다.
달리 말하면, 각각의 번뇌에 있어서 그것의 번뇌장과 소지장은 그 체(體) 즉 본질은 다르지 않다.
그러나 그 작용[用]에 있어서 차이가 있다.
《성유식론》 제9권에 따르면, 번뇌장은 소지장을 소의(所依)로 하여 일어나는 번뇌이다.
즉 번뇌장은 소지장을 발동근거로 하여 일어난다.
소지장과 번뇌장의 관계를 보다 정확히 말하자면, 다음과 같다.
번뇌장이라는 측면이 있으면 반드시 그것의 발동근거인 소지장이라는 측면이 있다.
그러나 소지장이라는 측면이 있다고 해서 반드시 그것에 대응하는 번뇌장이라는 측면이 있는 것은 아니다.

번뇌의 '열반의 증득을 장애하는 측면'을 대승불교와 부파불교에서는 공통되이 번뇌장(煩惱障) 또는 혹장(惑障)이라 부른다. 또한 부파불교에서는 다른 용어로 염오무지(染汚無知)라고도 부른다.

번뇌의 '지혜의 발현을 장애하는 측면'을 대승불교에서는 소지장(所知障) · 지장(知障) · 지장(智障) 또는 지애(智礙)라고 부른다.
여기서 소지장(所知障)은 현장이 사용한 번역어다. 지장(智障)은 소지장의 구역어이다. 부파불교에서는 다른 용어로 불염오무지(不染汚無知)라고 부른다.
이와 같이 부파불교와 대승불교 모두 '열반과 지혜의 장애'라는 번뇌의 두 측면에 대한 교학이 존재한다.
그러나, 부파불교에서는 불염오무지 즉 소지장에 대한 교학을 적극적으로 발전시키지 않았다.
반면 대승불교에서는 소지장에 대한 교학을 아주 적극적으로 발전시켰다.
그래서 주요 교의 가운데 하나로 삼고 있다.
또한 소지장에 대한 교학은 법집(法執) · 2공(二空) 또는 3공(三空)의 교학과 불가분리(不可分離)의 관계에 있다.
따라서 부파불교과 대승불교를 구별짓는 특징적인 교학들 가운데 하나이기도 하다.

소지장(所知障, 산스크리트어: jñeyâvaraṇa, 티베트어: shes bya'i sgrib pa, 영어: cognitive hindrances, hindrances of the knowable, intellectual hindrances)은 지장(知障)이라고 한다. 또한 참다운 지혜가 발현하는 것을 장애한다는 뜻에서 지장(智障) · 지애(智礙) 또는 보리장(菩提障)이라고도 한다.
대승불교의 정의에 따르면, 소지장(所知障)은 법집(法執)으로 인해 생겨나는 번뇌를 말한다.
법집(法執)은 법아견(法我見)이라고도 한다.
'소지(所知)'의 문자 그대로의 뜻은 '알아야 할 바'이다.
여기서 알아야 할 바[所知]는 인식대상[所知]의 참다운 모습인 법공(法空)이다.
그런데 악견(惡見) · 의(疑) · 무명(無明) · 탐(貪) · 진(瞋) · 만(慢) 등의 번뇌가 이런 내용을 그대로 알지 못하게 하는 측면이 있다.
그래서 이들 번뇌의 이러한 측면을 통칭하여 소지장(所知障)이라고 한다.
또는 이러한 번뇌들을 통칭하여 소지장(所知障)이라고 한다.
소지장에도 이에 분별기(分別起)와 구생기(俱生起)의 구분이 있다.
분별기는 후천적인 계탁분별(計度分別)즉 분별에 의해 생겨나는 것이다.
구생기(俱生起)는 선천적인 것이다.
이런 사정은 번뇌장과 마찬가지다.

한편, 번뇌장은 불선과 유부무기에 통한다.
반면, 소지장은 불선 · 유부무기 외에 무부무기에도 모두 통한다.
《성유식론》 제9권에서는 소지장(所知障)을 다음과 같이 정의하고 있다.
 所知障者。謂執遍計所執實法薩迦耶見而為上首見疑無明愛恚慢等。覆所知境無顛倒性能障菩提名所知障。

 
소지장(所知障)이란 변계소집(遍計所執)하여 세운 실법(實法)에 집착하는 즉 들러붙어서 떠나지 못하는 아견[薩迦耶見, 살가야견]을 첫째가는 번뇌[上首]로 하는 악견[見] · 의(疑) · 무명(無明) · 탐[愛] · 진[恚] · 만(慢) 등이다. 소지경(所知境) 즉 소지(所知)의 대상 즉 알아야 할 바와 무전도성(無顛倒性) 즉 전도됨이 없는 본성을 덮어서 능히 보리(菩提)를 장애하므로 소지장(所知障)이라고 이름한다.
 — 《성유식론》 제9권. 한문본 & 한글본

한편, 여기서 소지(所知) 즉 알아야 할 바는 유식유가행파의 교의에서 잡염법과 청정법을 말한다. 
이는 간단히 염정(染淨), 염(染)과 정(淨)이라고도 한다.
이것은 다시 변계소집성(遍計所執性) · 의타기성(依他起性) · 원성실성(圓成實性)의 3성(三性)을 말한다.
제8아뢰야식이 소지(所知)의 의지처가 된다. 즉 발동근거가 된다.
이런 뜻에서 제8아뢰야식을 소지의(所知依)라고도 한다.
제8아뢰야식이 전의(轉依)에 의해 변형되면 대원경지(大圓鏡智)가 된다.

## 조복·단멸의 계위
번뇌장과 소지장에는 구생기와 분별기가 있다.
그리고 다시 현행(現行) · 종자(種子) · 습기(習氣)로 구분된다.
이것들이 수행과정에서 조복(調伏: 굴복시킴)되고 단멸(斷滅: 끊어짐)된다.
이 관계를 견도 · 수도 · 무학도의 3도와 52위의 보살 수행계위에서 파악할 수 있다.
이 경우 해당 지위[地]는 다음과 같다.
- 번뇌장(煩惱障)
  - 분별기(分別起)
    - 현행(現行): 지전복(地前伏), 즉 초지(初地)에 오르기 이전에 굴복시킴[調伏]
    - 종자(種子): 견도단(見道斷), 즉 견도(見道) 즉 초지(初地)에서 끊어짐
    - 습기(習氣): 견도단(見道斷), 즉 견도(見道) 즉 초지(初地)에서 끊어짐

  - 구생기(俱生起)
    - 현행(現行): 제7지에서 복진(伏盡)됨 즉 완전히 굴복시킴
    - 종자(種子): 제10지에서 금강삼매로 끊어짐
    - 습기(習氣): 10지 중 각각의 지(地)에서 끊어짐
- 소지장(所知障)
  - 분별기(分別起)
    - 현행(現行): 지전복(地前伏), 즉 초지(初地)에 오르기 이전에 굴복시킴[調伏]
    - 종자(種子): 견도단(見道斷), 즉 견도(見道) 즉 초지(初地)에서 끊어짐
    - 습기(習氣): 견도단(見道斷), 즉 견도(見道) 즉 초지(初地)에서 끊어짐

  - 구생기(俱生起)
    - 현행(現行): 10지 중 각각의 지(地)에서 굴복시킴
    - 종자(種子): 10지 중 각각의 지(地)에서 끊어짐
    - 습기(習氣): 10지 중 각각의 지(地)에서 끊어짐

위 목록에서 보는 바와 같이 번뇌장과 소지장의 모든 분별기(分別起)는 현행 · 종자 · 습기가 모두 견도에서 완전히 끊어진다.
"대체로 말하면", 견도(見道)의 총 기간은, 물론 그 준비 과정은 길었을 수 있다.
견도는 즉 초지(初地)이다.
그러나 견도 자체로는 6찰나라는 아주 짧은 시간이다.
이는 8인(八忍) · 8지(八智)에 해당한다.

이것을 전통적인 용어로 16심(十六心)이라고 한다.
그리고 16심 전체에서 일어나는 일의 양상(相)이 동일하다.
때문에 16심 전체를 1심진견도(一心眞見道)라고 한다.

번뇌장과 소지장의 구생기(俱生起)는 모두 수도의 단계에서 굴복시키거나[調伏] 끊어진다.[斷滅]
구체적으로 번뇌장의 구생기는 제10지에서 금강삼매로 완전히 끊어진다.
소지장의 구생기는 각각의 지에서 끊어진다.

제10지에서 금강삼매에 들면 소지장의 분별기 · 구생기가 완전히 끊어진다.
그리고 불지(佛地)를 성취하게 된다.
즉 여래지(如來地)를 성취한다.
그래서 완전한 깨달음(대보리)를 성취하게 된다.

금강삼매에서 소지장의 분별기 · 구생기가 완전히 끊어진다. 그리고 완전한 깨달음이 성취된다.
이는 그 자체로는 34찰나라는 아주 짧은 시간이다.
이는 8인(八忍) · 8지(八智) · 9무간도(九無間道) · 9해탈도(九解脫道)에 해당한다.
이것을 전통적인 용어로 34심단결성도(三十四心斷結成道)라고 한다. 
이를 줄여서 34심(三十四心)이라고 한다.

## 같이 보기
- 3도: 견도 · 수도 · 무학도
  - 견도: 16심 · 고법지인
  - 무학도: 34심
  - 성문 수행계위: 4향4과
  - 보살 수행계위: 52위
- 현관: 4제현관 · 6현관
- 유루 · 무루
- 번뇌 · 잡염
  - 근본번뇌 · 수면
    - 3근본번뇌 · 6수면 · 7수면 · 10수면
    - 설일체유부의 98근본번뇌
      - 견혹: 설일체유부의 88근본번뇌
      - 수혹: 설일체유부의 10근본번뇌

    - 대승불교 일반의 5주지번뇌와 번뇌장 · 소지장
    - 유식유가행파의 번뇌장 · 소지장
      - 유식유가행파의 128근본번뇌
        - 견혹: 유식유가행파의 112근본번뇌
        - 수혹: 유식유가행파의 16근본번뇌

  - 수번뇌
    - 8전 · 10전 · 6번뇌구

  - 5하분결 · 5상분결
- 유부무기와 불선
  - 유부무기
    - 욕계의 번뇌의 일부 · 색계의 번뇌 · 무색계의 번뇌
    - 4근본번뇌 (말나식의 4번뇌: 아치 · 아견 · 아만 · 아애)

  - 불선 · 악
    - 욕계의 번뇌의 대다수
    - 불선근
    - 5악 · 10악
- 108번뇌
- 9결
- 5개

## 다른 언어 보기
중국어 위키백과에서는 번뇌장(煩惱障)과 소지장(所知障), 사장(事障)과 이장(理障) 등을 별도의 문서로 하고 있다.
- 二障: 煩惱障 · 所知障
- 二障: 事障 · 理障

## 참고 문헌
- 고려대장경연구소. 《고려대장경 전자 불교용어사전》. 고려대장경 지식베이스 / (사)장경도량 고려대장경연구소. |title=에 외부 링크가 있음 (도움말)
- 곽철환 (2003). 《시공 불교사전》. 시공사 / 네이버 지식백과. |title=에 외부 링크가 있음 (도움말)
- 세친 지음, 현장 한역, 권오민 번역 (K.955, T.1558). 《아비달마구사론》. 한글대장경 검색시스템 - 전자불전연구소 / 동국역경원. K.955(27-453), T.1558(29-1). |title=에 외부 링크가 있음 (도움말)
- 세친 지음, 현장 한역, 김묘주 번역 (K.594, T.1597). 《섭대승론석》. 한글대장경 검색시스템 - 전자불전연구소 / 동국역경원. K.594(17-76), T.1597(31-321). |title=에 외부 링크가 있음 (도움말)
- 운허.  동국역경원 편집, 편집. 《불교 사전》. |title=에 외부 링크가 있음 (도움말)
- 호법 등 지음, 현장 한역, 김묘주 번역 (K.614, T.1585). 《성유식론》. 한글대장경 검색시스템 - 전자불전연구소 / 동국역경원. K.614(17-510), T.1585(31-1). |title=에 외부 링크가 있음 (도움말)
- (영어) DDB. 《Digital Dictionary of Buddhism (電子佛教辭典)》. Edited by A. Charles Muller. |title=에 외부 링크가 있음 (도움말)
- (중국어) 佛門網. 《佛學辭典(불학사전)》. |title=에 외부 링크가 있음 (도움말)
- (중국어) 星雲. 《佛光大辭典(불광대사전)》 3판. |title=에 외부 링크가 있음 (도움말)
- (중국어) 세친 조, 현장 한역 (T.1558). 《아비달마구사론(阿毘達磨俱舍論)》. 대정신수대장경. T29, No. 1558, CBETA. |title=에 외부 링크가 있음 (도움말)
- (중국어) 세친 조, 현장 한역 (T.1597). 《섭대승론석(攝大乘論釋)》. 대정신수대장경. T31, No. 1597, CBETA. |title=에 외부 링크가 있음 (도움말)
- (중국어) 호법 등 지음, 현장 한역 (T.1585). 《성유식론(成唯識論)》. 대정신수대장경. T31, No. 1585, CBETA. |title=에 외부 링크가 있음 (도움말)